# 科斯莫內特冰川
73°37′S 164°51′E / 73.617°S 164.850°E
科斯莫內特冰川是南極洲的冰川，位於維多利亞地的博克格雷溫克海岸，流經南十字山脈，最終注入飛行員冰川，由新西蘭探險隊命名。